# 기아 톰 존스의 이야기

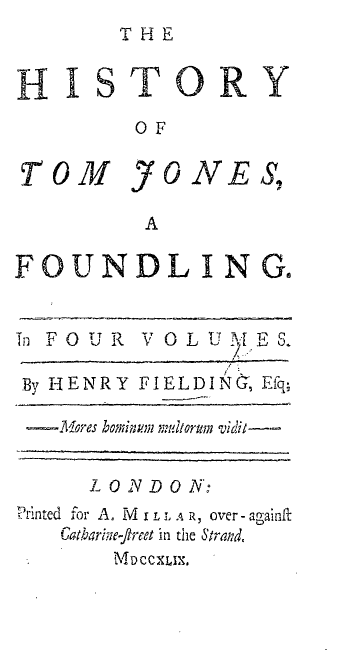
소설책의 제목

《기아 톰 존스의 이야기》(The History of Tom Jones, a Foundling, 간단히 톰 존스)는 소설가 헨리 필딩의 소설이다. 1749년 2월 28일 처음 출판된 톰 존스는 소설로서 기술되는 초기 영어 산문 작품들 가운데 하나이다. 이 소설의 원문은 모두 346,747자로, 18개 작은 책으로 나뉘어 있다.

## 개요
작자의 모든 작품에서뿐만 아니라 18세기 영국소설 가운데 최대의 걸작으로 꼽힌다. 지극히 복잡한 줄거리의 전개와 밝은 웃음, 거기에 주인공의 명랑한 남성적 성격에 의하여 특히 이 시대의 리처드슨 작풍과 대조함에 있어서 필딩 소설의 특질을 가장 잘 표현한 작품이다. 기아(棄兒)로서 대지주의 저택에서 양육되는 톰은 명랑하고 분방한 청년으로 성장하여 갖가지 경솔한 행동과 주위의 모략으로 드디어 온후한 대지주의 보호마저 잃게 되어 나그네길에 오른다. 더욱이 평소에 서로 사랑하던 소파이어에게도 버림을 받았으나 이러한 고난을 타고난 착한 성품으로 극복하여 끝내 그가 대지주의 조카가 되는 사실이 밝혀지고 또 소파이어와 경사스러운 결합을 이룬다. 당시의 농촌과 거리의 풍경 등 도회생활이 생생하게 묘사되었고 주인공 톰을 위시한 수많은 등장인물도 각각 여실하게 묘사되어 소설에 대한 작가의 주장인 "산문에 의한 희극적 서사시"의 정신을 유감없이 구현하고 있다.

## 같이 보기
- 톰 존스의 화려한 모험 - 이 소설을 바탕으로 한 영화